# مارس 1
كانت مارس ون منظمة هولندية صغيرة خاصة تلقت أموالًا من المستثمرين مُدعيةً أنها ستستخدمها في الهبوط بالبشر الأوائل على سطح المريخ وتركهم هناك لبناء مستعمرة بشرية دائمة. بدءًا من تاريخ إعلانها عام 2012 إلى إفلاسها في أوائل عام 2019، تشير التقديرات إلى أنها تلقت عشرات الملايين من الدولارات. لم تكن هذه المنظمة شركة فضاءٍ جوي ولم تصنع أي أدواتٍ أو أجهزة.
تألفت شركة مارس ون من كيانين: مؤسسة مارس ون غير الربحية، وشركة مارس ون فينتشرز الربحية التي كانت المساهم المسيطر في المجموعة الإعلامية بين الكوكبية الربحية التي تدير حقوق البث أيضًا. قامت مؤسسة مارس ون، المُتمركزة في هولندا، بإدارة المشروع. كان للمنظمة الصغيرة أربعة موظفين، وكانت تهدف إلى جني الأرباح من خلال بيع أفلامٍ وثائقية حول مُجريات اختيار وتدريب رواد الفضاء والاستعمار. قُدّرت كُلفة المهمة الأولى من قِبل الرئيس التنفيذي لشركة باس لانسدورب بنحو 6 مليارات دولار اعتبارًا من العقد الثاني من القرن الحادي والعشرين.
انتُقد مفهوم الخطة من قبل العلماء والمهندسين والعاملين في صناعة الفضاء الجوي باعتباره يتجاهل الأمور اللوجستية والسلامة الطبية، ويفتقر إلى المفاهيم المُهمة الخاصة بالأجهزة. وُصف هذا المفهوم بالمهمة الانتحارية في الأوساط الأكاديمية ورحلات الفضاء والأخبار الدولية. في 15 يناير 2019، قررت محكمةٌ تصفية المنظمة، ما أدى لإفلاسها خلال هذه العملية.
وصفت وسائل الإعلام مارس ون بأنها منظمة مُحتالة.

## نظرة عامة
يشمل مفهوم مارس ون الأصلي إطلاق مركبة هبوط روبوتية ومركبة مدارية إلى المريخ بحلول عام 2020، ليتبع ذلك مهمة مأهولة مكونة من أربعة أفراد في عام 2024، ومهمة أخرى في عام 2026 دون العودة إلى الأرض. على الرغم من أن الإعلان حظي بالكثير من الدعاية الدولية، فقد انتُقد المفهوم من قبل العلماء والمهندسين والعاملين في صناعة الفضاء الجوي. عانت مارس ون من شحٍّ في التمويل، وافتقارٍ إلى المفاهيم المُهمة الخاصة بالأجهزة، ومتطلبات حفظ الحياة، وإمدادات الطاقة الكهربائية، وقد تعرضت لانتقادات لتجاهلها للأمور اللوجستية، والمخاوف الطبية، والحماية من الإشعاع الفضائي. وُصف هذا المفهوم بالمهمة الانتحارية في الأوساط الأكاديمية ورحلات الفضاء والأخبار الدولية.
بحلول فبراير 2015، أُجرِيت دراستين نظريتين من قبل المُتعهدين. على الرغم من الانتقادات ونقص التمويل، تقدم نحو 2700 شخص ليصبحوا من ضمن المرشحين النهائيين الـ 24 »للاستقرار على المريخ. «

## مفهوم المهمة الأولي
في ديسمبر 2013، أعلنت شركة مارس ون عن مفهومها لمهمة روبوتية. كان من المقرر إطلاقها في عام 2020، لكنها أُجّلت وفقًا للخطة لعام 2022. في حال جرى تمويلها، كانت مركبة الهبوط الروبوتية ستُبنى من قِبل شركة لوكهيد مارتن استنادًا على التصميم المستخدم لمركبتي هبوط فينيكس وإنسايت التابعتين لناسا، بالإضافة لبناء مركبة اتصالات مدارية من قِبل شركة سيوري لتكنولوجيا الأقمار الصناعية. في فبراير 2015، أكدت شركتي لوكهيد مارتن وسيوري لتكنولوجيا الأقمار الصناعية انتهاء عقود مرحلة الدراسة الأولية التي بدأت في أواخر عام 2013، ولم يجر استلام عقود إضافية لإحراز المزيد من التقدم في بناء المهمات الروبوتية. وُضعت خطط لجمع المبلغ اللازم وقدره 200 مليون دولار لدعم المهمة الروبوتية الأولية، ولكن لا يعتقد بعض النُقاد أنّ الخطط الاقتصادية لجمع الأموال من مستثمرين من القطاع الخاص وحقوق البث الحصرية ستكون كافية لدعم المهمة الأولية وما يليها.
بدأت مارس ون جولة ثانية لاختيار رواد الفضاء المرشحين عام 2013. تلقت المنظمة اهتمامًا من أكثر من 200000 مُتقدم خلال الجولة الأولى. ومع ذلك، كما أكد المرشح جوزيف روش، كان عدد المتقدمين الأوائل الذين أكملوا عملية التقديم 2761 فقط، وهو ما أكدته مارس ون لاحقًا عبر فيديو نشرته على اليوتيوب. قُبِل 705 مرشحًا منهم (418 رجلًا و287 امرأة) في بداية مايو 2014. رُفض 353 شخصًا بسبب اعتبارات شخصية. بعد التحقق من الشرط البدني الطبي للمرشحين، بقي 660 مُرشحًا. انتهت الجولة الثالثة من اختيار المرشحين في عام 2015. تكون آخر 100 مرشحًا، المعروفين باسم مارس 100، من 50 رجلًا و50 امرأة نجحوا بالانتقال للجولة التالية، إذ جرى خلالها اختيار 40 شخصًا منهم بعد مقابلة المرشحين.
في 30 يونيو 2014، أعلنت مارس ون أنها تسعى للحصول على استثمار مالي من خلال تقديم عطاءات لإرسال تجارب الشركة إلى المريخ. ستحصل أعلى شركة مزايدة على فرصة إرسال هذه التجارب وستشمل الإعلانات الخاصة بها، وفرصة أن تحمل مركبة الهبوط الآلية اسم الشركة، إذ اقتُرح إرسال التجارب إلى المريخ على متن المركبة في عام 2018.
في مقطع فيديو نُشر في 19 مارس 2015، قال لانسدروب أنه بسبب التأخير في تمويل المهمة الروبوتية الأولية، فإنّ الطاقم الأول لن يهبط على المريخ حتى عام 2027. بعد النقد الذي ورد على موقع ذا سبيس ريفيو في أكتوبر 2016 حول آليات تمويل المشروع، أسست مارس ون شركة مارس ون فينتشرز. في أواخر عام 2016، أجّلت مارس ون موعد أول مهمة مأهولة إلى عام 2032.

### مفهوم مركبة الهبوط الروبوتية لعام 2013
في ديسمبر 2013، تم التعاقد مع شركة لوكهيد مارتن لإجراء دراسات حول مفهوم مركبة الهبوط الروبوتية. كان مفهوم المهمة سيعتمد على تصميم مركبة الهبوط فينيكس الناجحة الخاصة بناسا لتقديم دليل على جدوى المفهوم لتصميم مجموعة فرعية من التقنيات الرئيسية لبناء مستوطنة بشرية لاحقة على المريخ. عند تقديم المعلومات الخاصة باقتراح شركة لوكهيد مارتن، أصدرت مارس ون طلبًا للحصول على مقترحات لمختلف الحمولات التي ستُرسل على متن مركبة الهبوط. قُسّمت كتلة الحمولة الإجمالية البالغة كلتها 44 كيلوغرام بين سبع حمولات على النحو التالي:
1. استخراج المياه (10 كيلوغرام)
2. الحصول على التربة (15 كيلوغرام)
3. اختبار أغشية رقيقة لتوليد الطاقة الشمسية (6 كيلوغرام)
4. نظام تصوير (5 كيلوغرام)
5. خيار مفتوح للمقترحات العشوائية الخاصة بأكثر شركة مُزايدة (4 كيلوغرام)
6. حمولة تعليمية (2 كيلوغرام)
7. تجربة الجامعة الفائزة (2 كيلوغرام)

## إفلاس الشركة
تم تعليق تداول أسهم مارس ون فينتشرز، المُدرجة في بورصة فرانكفورت، في 5 فبراير 2019 لعدم امتثالها لقوانين البورصة عندما جرى زيادة عدد الأسهم في عام 2017. في فبراير 2019، أعلنت مارس ون عن إفلاسها في محكمة سويسرية في 15 يناير 2019، وتم حلّ الشركة بشكلٍ دائم. يبلغ إجمالي الديون الخاصة بمارس ون حوالي مليون يورو.

## انتقاد الشركة
تلقت مارس ون مجموعة متنوعة من الانتقادات، يتعلق معظمها بالجدوى الطبية والتقنية والمالية للمهمة. هناك أيضًا مزاعم لم يتم التحقق منها تدعي أنّ مارس ون هي شركة مُحتالة مصممة لجمع أكبر قدر ممكن من الأموال من المتبرعين، بما في ذلك المتسابقين في برنامج الواقع. انتقد الكثيرون ميزانية المشروع البالغة 6 مليارات دولار بدافع أنها منخفضة للغاية لنقل البشر بنجاح إلى المريخ، إلى درجة كونها ميزانية وهمية. قدّرت دراسة مماثلة أجرتها ناسا تكلفة هذا المشروع بقيمة 100 مليار دولار، على الرغم من أنّ ذلك شمل إرجاع رواد الفضاء إلى الأرض. كما أُثيرت اعتراضات ضد مشروع تلفزيون الواقع المرتبط بالمهمة. بالنظر إلى الطبيعة المؤقتة لمعظم مشاريع تلفزيون الواقع، يعتقد الكثيرون أنه مع انخفاض نسبة المشاهدة، قد ينخفض التمويل بشكلٍ كبير، ما يُضر بالمهمة بأكملها. علاوة على ذلك، ذكر المتسابقون المرشحون أنه جرى تصنيفهم على أساس مقدار التبرعات التي جمعوها.